# The Art of Racing in the Rain
The Art of Racing in the Rain (bra: Meu Amigo Enzo; prt: A Vida de um Campeão) é um filme de comédia dramática estadunidense de 2019 dirigido por Simon Curtis e produzido pela 20th Century Fox.

## Elenco
- Kevin Costner como a voz de Enzo
- Milo Ventimiglia como Denny
- Amanda Seyfried como Eve
- Kathy Baker como Trish
- Martin Donovan como Maxwell
- Ryan Kiera Armstrong como Zoë
- Gary Cole como Don Kitch
- McKinley Belcher III como Mark Finn
- Andres Joseph como Tony
- Ian Lake como Mike
- Al Sapienza como Luca Pantoni

## Recepção

### Bilheteria
O filme arrecadou US$ 26,4 milhões nos Estados Unidos e Canadá, e US$ 7,4 milhões em outros países, de um total mundial de US$ 33,8 milhões.

### Crítica
No Rotten Tomatoes, o filme tem um índice de aprovação de 43% com base em 117 críticas e uma nota média de 5,30/10. O consenso crítico do site diz: "Pode ser difícil para os amantes de cães resistir às suas aberturas emocionantes, mas The Art of Racing in the Rain é sentimental e artificial".  No Metacritic, o filme tem uma pontuação média ponderada de 43 de 100, com base em 31 avaliações, indicando "críticas mistas ou médias".